# دانشور (نام خانوادگی)
دانشور یک نام خانوادگی است. افراد سرشناس با این نام از این قرارند:
- سیمین دانشور، نویسنده و مترجم ایرانی
- الیاس دانشور، فرمانده ژاندارمری بعد از انقلاب
- ایوب دانشور، مدیر فیلم‌برداری، نویسنده و تهیه‌کننده سینما و تلویزیون ایران
- حسین دانشور، بازیگر و کارگردان فیلم اهل ایران
- رضا دانشور، داستان‌نویس و نمایش‌نامه‌نویس ایرانی
- محمد دانشور، روزنامه‌نگار، مورخ و نخستین خبرنگار رادیو کرمان
- مسعود دانشور، یک بازیکن فوتسال اهل ایران
- عباسقلی دانشور، پزشک، جراح و استاد دانشگاه
- فاطمه دانشور، کارآفرین و تاجر ایرانی و از اعضای شورای اسلامی شهر تهران در دوره چهارم
- لیدا دانشور، بازیگر سینما